# Nikolai Mateev
Nikolai Mateev –en búlgaro, Николай Матеев– (Sofía, 3 de febrero de 1960) es un deportista búlgaro que compitió en esgrima, especialista en la modalidad de sable.
Ganó una medalla de plata en el Campeonato Mundial de Esgrima de 1987, en la prueba por equipos. Participó en los Juegos Olímpicos de Seúl 1988, ocupando el octavo lugar en el torneo por equipos.

## Palmarés internacional
| Campeonato Mundial | Campeonato Mundial | Campeonato Mundial | Campeonato Mundial |
| Año                | Lugar              | Medalla            | Prueba             |
| ------------------ | ------------------ | ------------------ | ------------------ |
| 1987               | Lausana (Suiza)    | Medalla de plata   | Sable por equipos  |